# Regione di Apurímac
Apurímac è una regione del Perù di 405 759 abitanti, che ha come capoluogo Abancay.

## Geografia antropica

### Suddivisioni amministrative

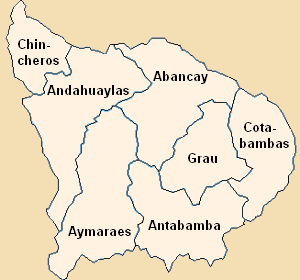
Mappa della regione

La regione è suddivisa in 7 province che sono composte di 79 distretti. Le province, con i relativi capoluoghi tra parentesi, sono:
- Abancay (Abancay)
- Andahuaylas (Andahuaylas)
- Antabamba (Antabamba)
- Aymaraes (Chalhuanca)
- Chincheros (Chincheros)
- Cotobambas (Tambobamba)
- Grau (Chuquibambilla)